# Jesu Kristi kyrka, Umeå
Jesu kristi kyrka ligger på Carlshöjd i östra Umeå och tillhör samfundet  Jesu Kristi Kyrka av Sista Dagars Heliga, känd som mormonkyrkan.